# Médard Makanga
Médard Makanga, född 8 maj 1967, är en friidrottare från Kongo-Brazzaville. Han deltog vid olympiska sommarspelen 1992.